# Renate Cerljen
Renate Cerljen (26 de marzo de 1988, Staffanstorp, Suecia) es una modelo sueca ganadora del título Miss Universo Suecia 2009 y representante de dicho país en el Miss Universo 2009.

## Miss Universo 2009
Renate representó su país en el Miss Universo 2009 y clasificó entre las 15 primeras semifinalistas, sin embargo luego de la competencia en traje de baño donde obtuvo una puntuación de 7.830, no pudo clasificar al Top 10. Renate ocupó la posición número 13.
También representó a Suécia en Miss Tierra 2011 y obtuvo clasificación en el top 16.
| Predecesor: Josephine Alhanko | Miss Universo Suecia 2009 | Sucesor: Michaela Savić |